# 明晴学園
明晴学園（めいせいがくえん）は、東京都品川区にある私立特別支援学校。バイリンガルろう教育を行っている。
NPO法人時代はフリースクール龍の子学園を運営。現在は幼稚部と小学部と中学部がある。また、ろう・難聴の乳児を対象とした児童発達支援事業所「明晴プレスクール めだか」も併設。初代理事長は日本ろう者劇団代表で俳優・演出家の米内山明宏。初代校長はろう教育をめぐる報道で知られる元TBSテレビ報道局編集主幹の斎藤道雄。

## 概要
明晴学園は聴覚口話法を用いず、日本手話と書記言語で授業をすすめる学校である。第一言語である手話を学ぶ「手話科」と、第二言語としての「日本語」の授業があり、「国語」の授業はない。特別支援学校学習指導要領中の「聴覚活用」を実施しないため、構造改革特区制度を利用している。日本の公立ろう学校は1990年代以降、手話を取り入れているところも増えているが、その大半は日本語対応手話や同時法であった。明晴学園は授業で用いる手話は日本語対応手話ではなく日本手話を用いている
。その教育を求め、東京に限らず埼玉や千葉、神奈川から通学する生徒も、新幹線で新潟や栃木、静岡から通っている生徒も(※特別支援教育奨励費の制度により負担低減が可能)いる。また地方(北海道や甲信越、中国、九州など)から関東に引っ越してくる家族もいる。

## 歴史
- 1999年4月に、フリースクール龍の子学園を開設する[10]。東京都が「手話と書記日本語によるバイリンガルろう教育特区」として認定されたことにより学校法人化が認められ[11]。
- 2000年当時、ろう学校は手話を禁じており、口の動きを読んで発声を強いる「聴覚講話法」による教育を行われていた。それに疑問を持ったろう児の親たちと連帯して、8年がかりで、品川区立八潮北小学校跡地として、全国初手話によるろう教育学校を2008年4月1日に開校[12][13]し、2010年には中学部が開設された[14]。

## 所在地
- 東京都品川区八潮五丁目2番1号

## マスコミ報道
- NNNドキュメント「声の無い教室〜夢を手話で見る子供たち〜」（NNN系列、2010年10月25日[24日深夜]）[15]
- ハートネットTV「静かで、にぎやかな学校〜手話で学ぶ明晴学園〜」（NHK Eテレ、2017年10月2日午後8時-8時30分）[16]
- ETV特集「静かで、にぎやかな世界〜手話で生きる子どもたち〜」（NHK Eテレ、2018年5月26日午後11時-11時59分）[17][18]